# Rovfågelleden

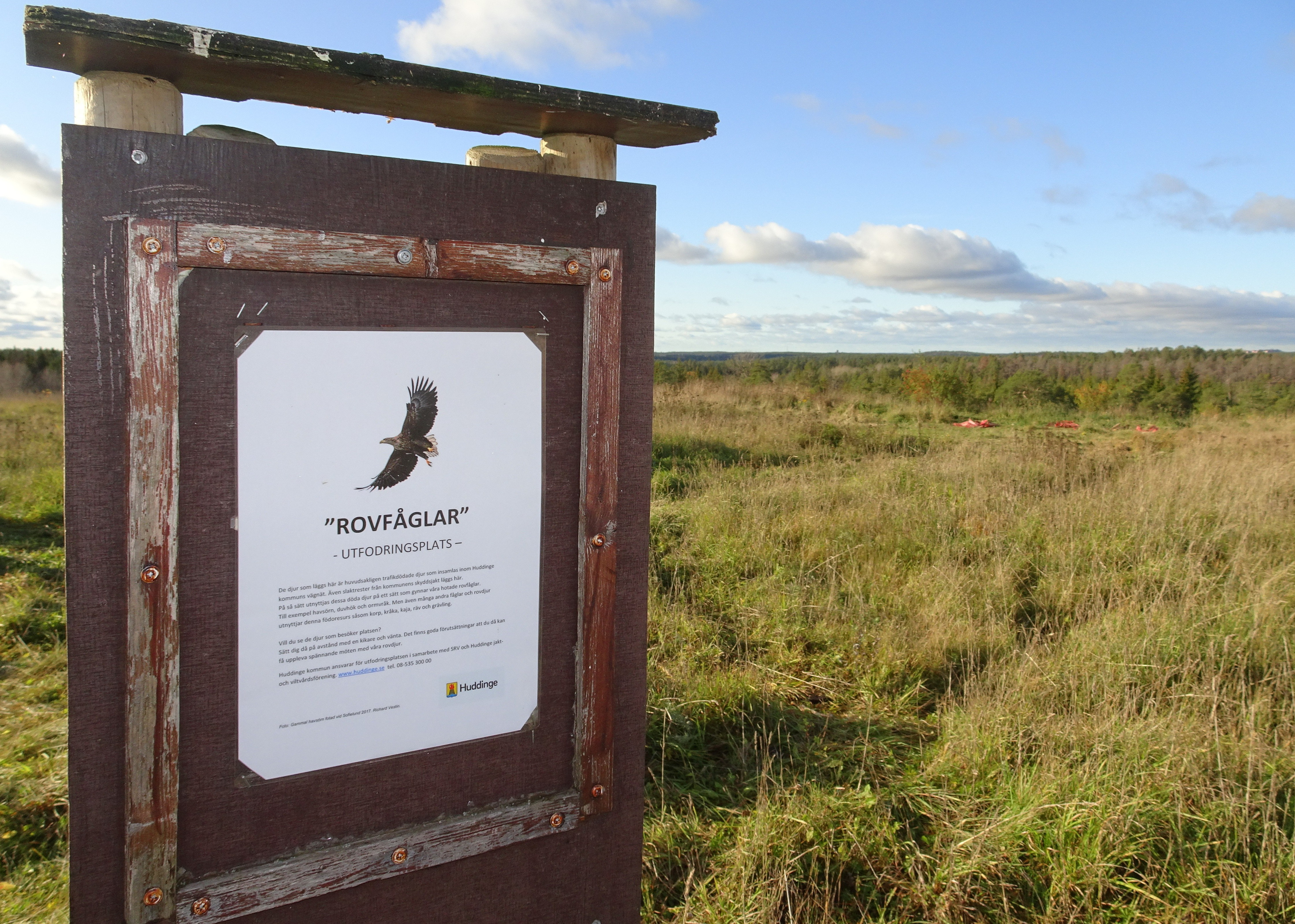
Rovfågelledens slutstation med utfodringsplatsen i bakgrunden.

Rovfågelleden är en vandringsled i närheten av tätorten Gladö kvarn i Huddinge kommun. Leden har sitt namn efter kommunens utfodringsplats för rovfåglar som ligger på före detta Gladötippen. Rovfågelleden är även en del av den 80 kilometer långa Huddingeleden som sammanknyter kommunens naturreservat.

## Beskrivning

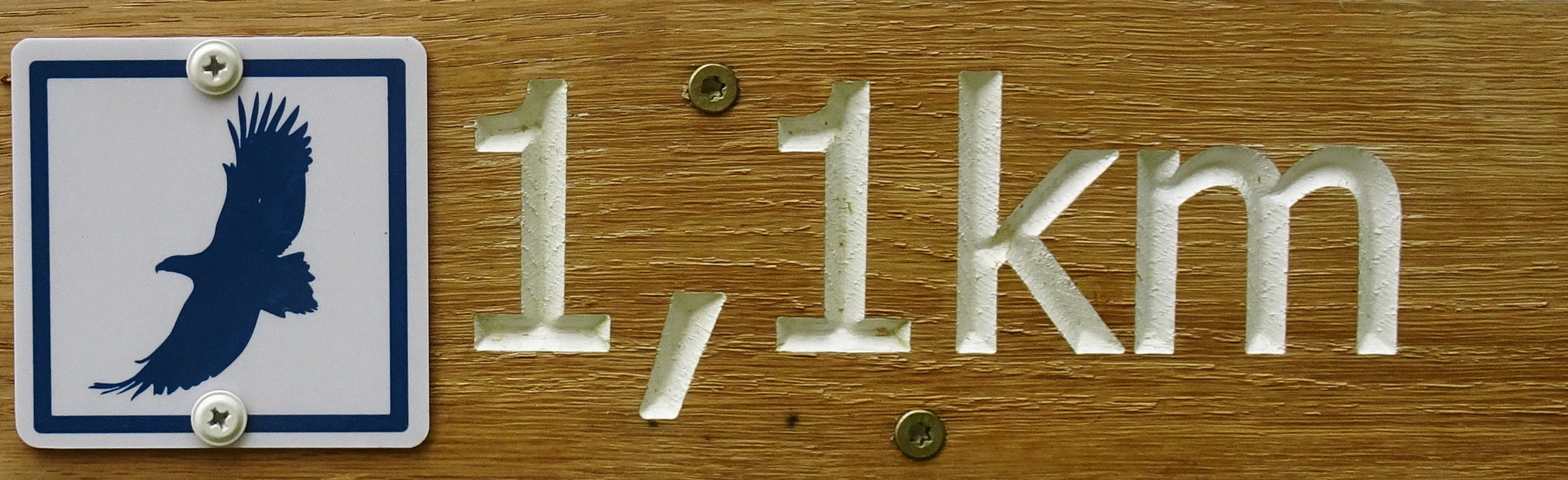
Rovfågelleden, vägmarkering.

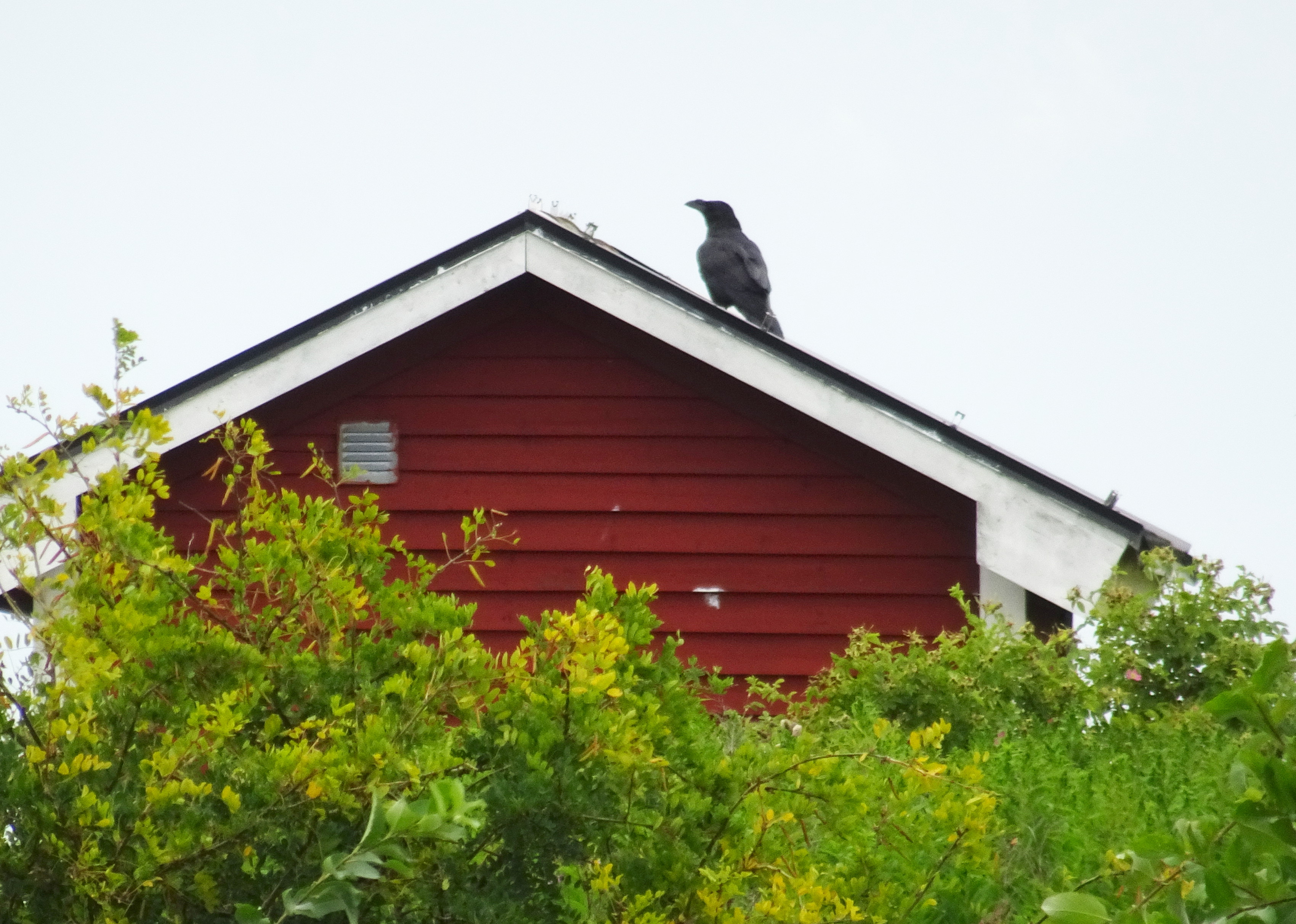
Väntande korp vid utfodringsplatsen.

Den 1,8 kilometer långa stigen inrättades år 2014 i sydvästra delen av Gladö Kvarnsjöns naturreservat och kallades då Örnmatingsleden. Samtidigt planerades en vindkraftspark med tio vindaggregat i Sofielundsområdet och matning av rovfågel ställdes in. En vindkraftspark byggdes dock inte och efter att vara utan utfodringsplats i några år öppnades den åter igen i oktober 2019, nu som Rovfågelleden. 
Leden börjar vid torpet Mellanberg och är markerad med skyltar visande en flygande örn. Den sträcker sig sedan på Kvarnvägen i sydvästlig riktning och följer längs ravinen och dalgången som avvattnar Kärrsjön. I höjd med det numera försvunna Skomakartorpet svänger leden upp på ett brant berg som är en gammal soptipp vilken tillhörde Sofielunds återvinningsanläggning och kallades Gladötippen. Området är numera övertäckt och ett gräsbevuxet friluftsområde med vidsträckt utsikt över Södertörn och återvinningsanläggningen som ligger nedanför (öster om) berget.
På berget underhåller kommunen en utfodringsplats för rovfåglar. Verksamheten är ett samarbete mellan kommunen och Huddinge jakt- och viltvårdsförening samt markägaren, SRV återvinning. De kadaver som utplaceras här är huvudsakligen trafikdödade djur, även slaktrester från kommunens skyddsjakt läggs ut. På så vis gynnar döda djur hotade rovfåglars överlevnad. Utfodringsplatsen besöks av bland andra havsörn, duvhök, korp, kråka och ormvråk, men även däggdjur som räv och grävling lockas till platsen. Utfodringsstället är inte tillrättalagt för fågelskådning.

## Bilder

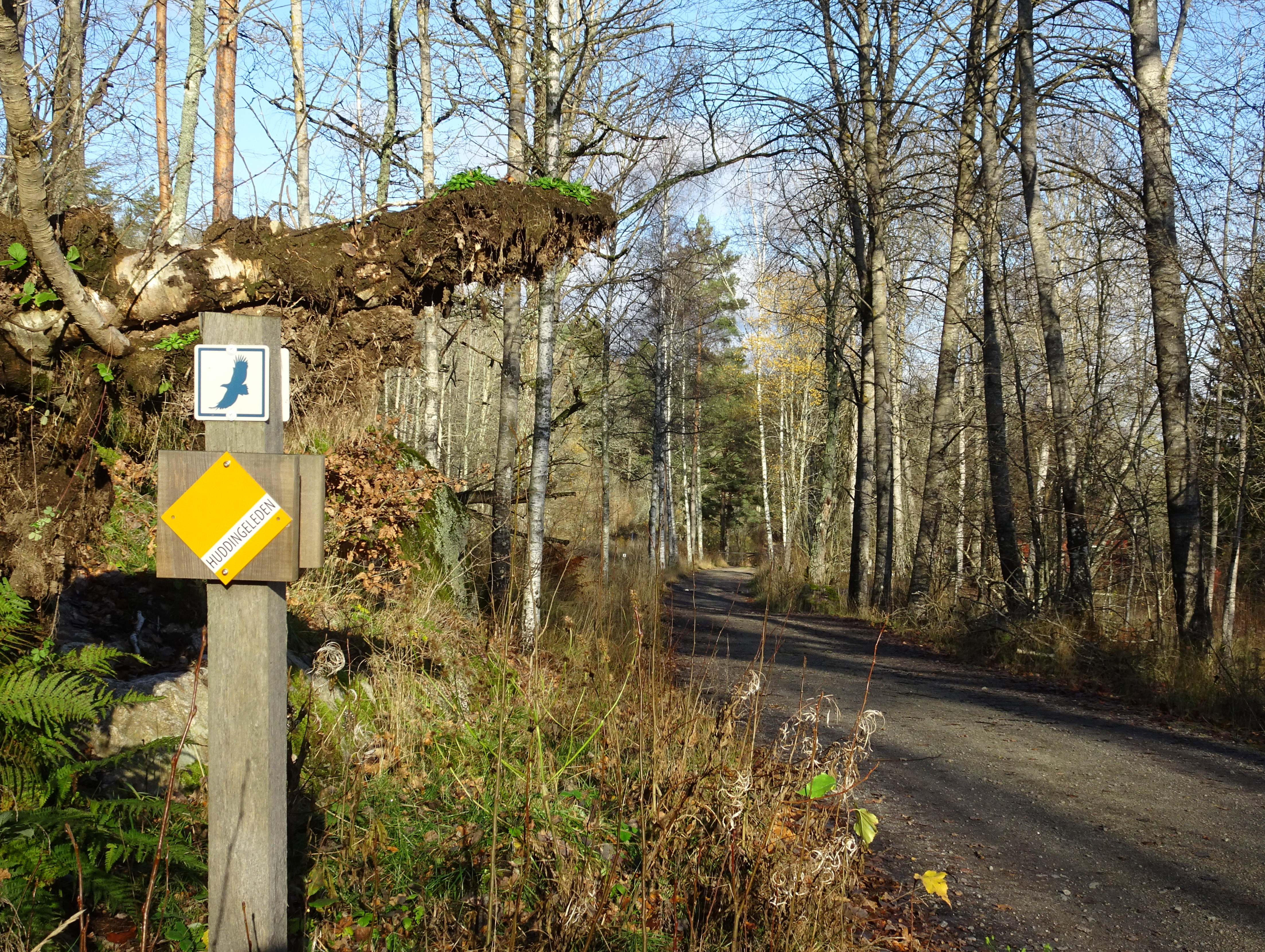
Leden vid Kvarnvägen.
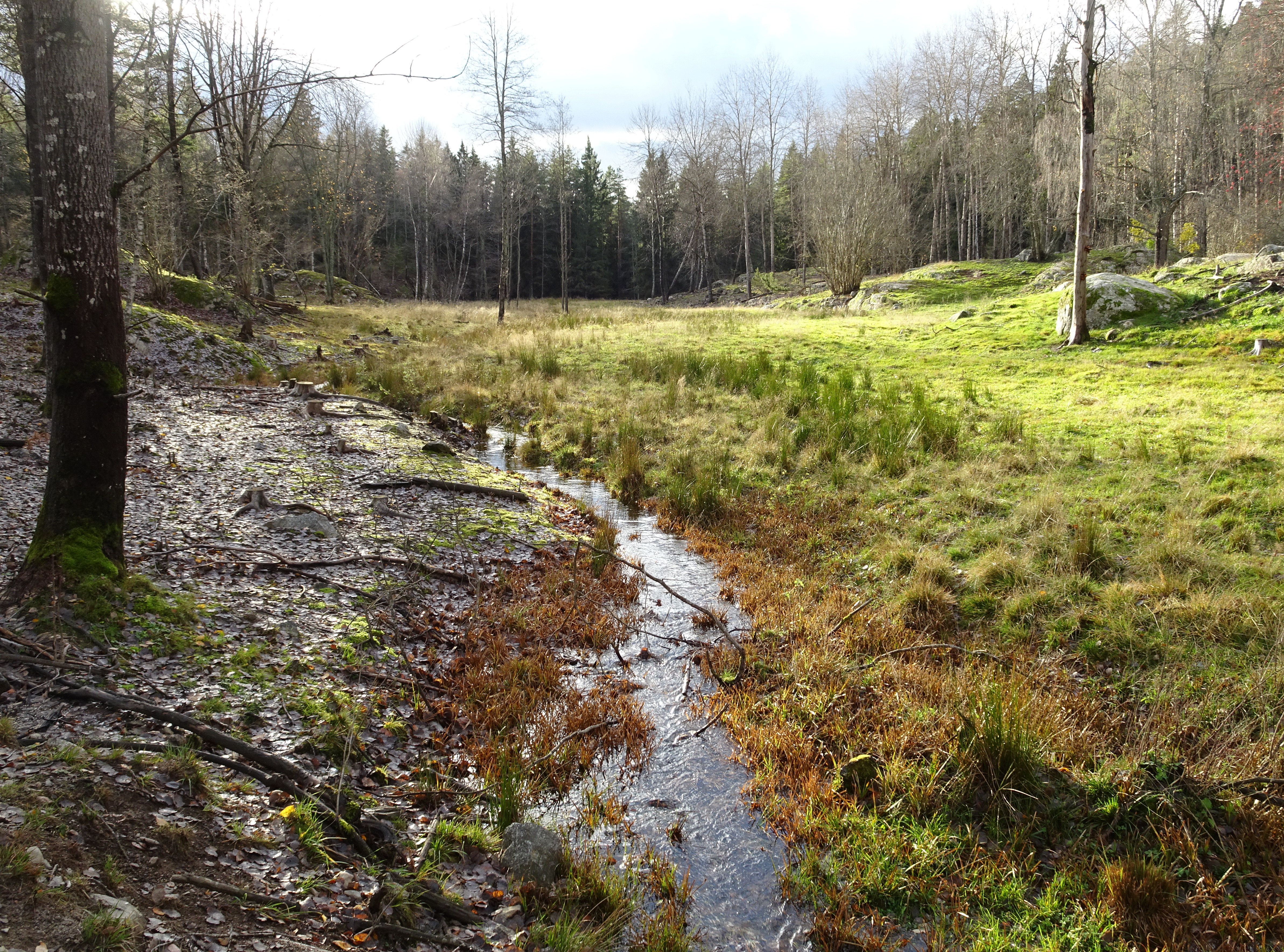
Dalgången vid f.d. Skomakartorpet.
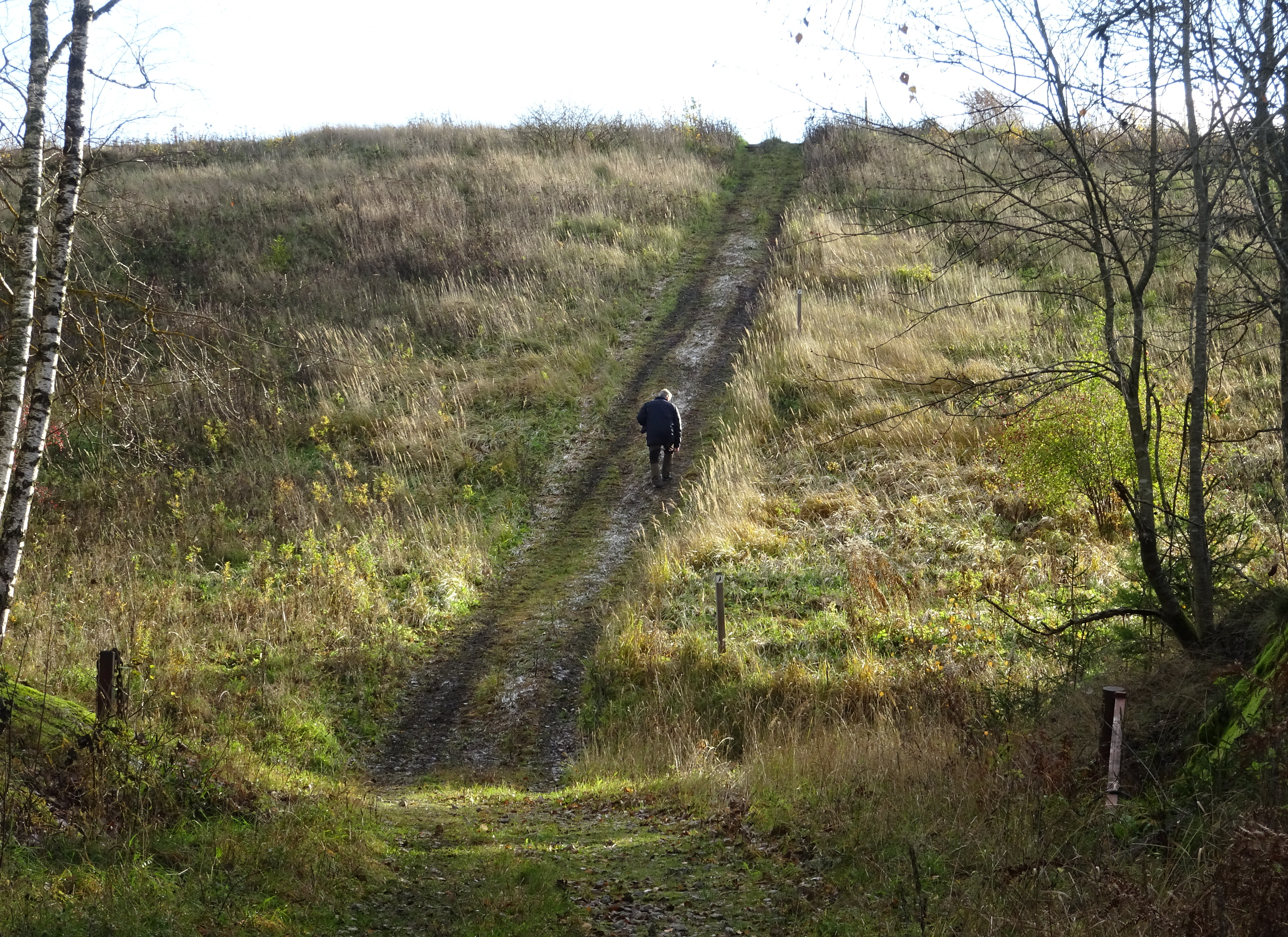
Leden upp till f.d. Gladötippen.
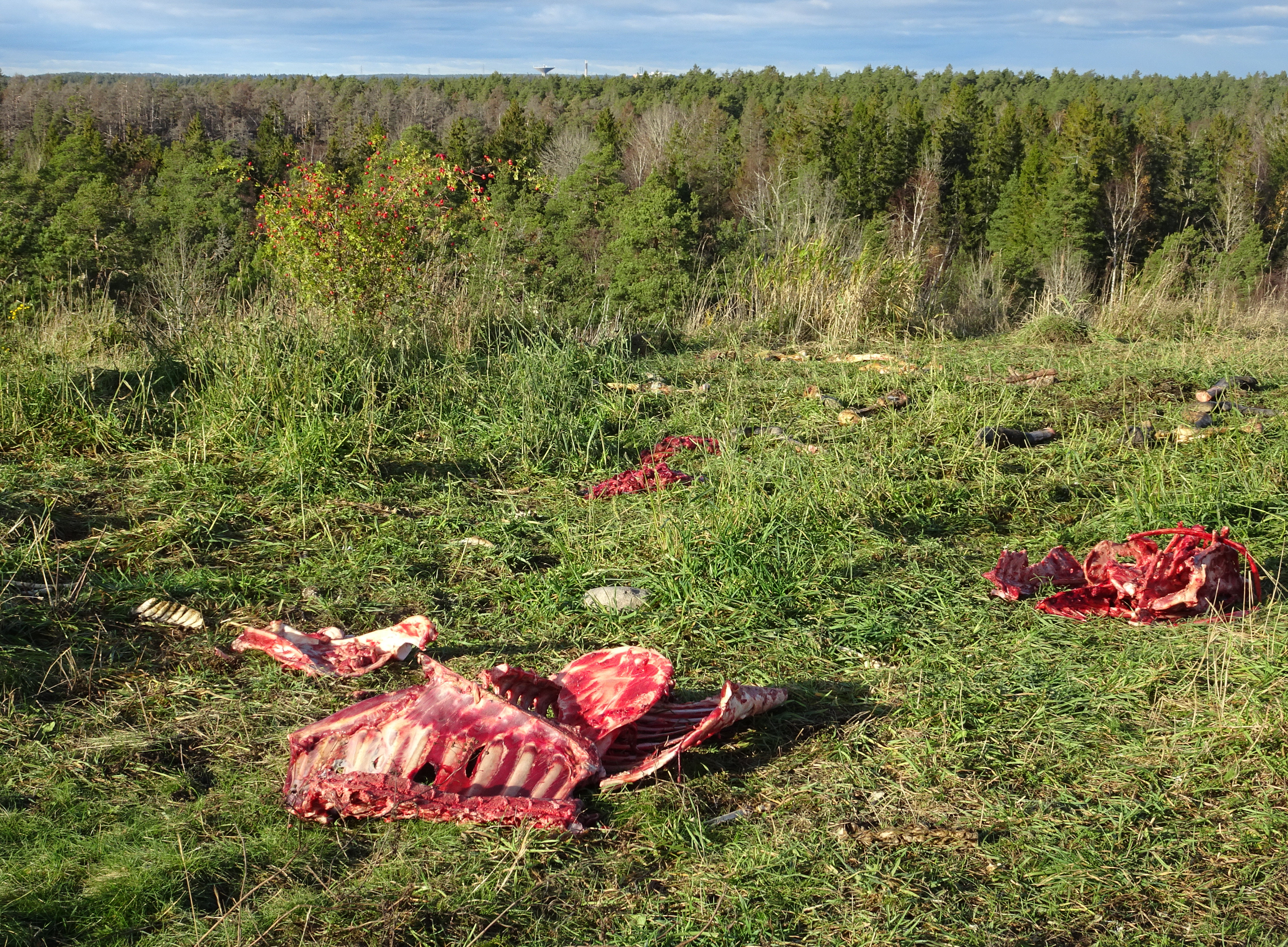
Utfodringsplatsen.